# 樂至千佛岩摩岩造像
樂至千佛岩摩岩造像位於四川省遂寧專區樂至縣龍門埸，文物遺址年代判定為後蜀。1956年8月16日公佈為四川省第一批歷史及革命文物保護單位。共8龕。1980年7月7日四川省重新公佈第一批文物保護單位時因毀壞而註銷。

## 簡介[3][4]
樂至縣龍門鄉後蜀造像位於縣城東北龍門鄉金龜山下，有報國寺，原名王董龕報國院。俗稱千佛岩。此地有五代後蜀造像八龕。分別刻在三個大石包上，並列有碑刻題記2通。
- 第一石上3龕，皆長方形，呈梯形直列。上方刻「千佛洞」3大字。1號龕：地脈龍神。2號龕：西來達摩。3號龕：伽藍(護法神)。3號龕右壁刻題六行，略云：『住持僧沙門昭囗光……時以廣政二十囗囗囗囗二月四日朔鐫造。清(信)人囗囗女泰永……。』
- 第二石上有大黃桷樹罩蔭於四個龕上。4號龕：文殊龕，西方與普賢。6號龕：凈瓶觀音。6號龕：十殿閻羅朝地藏。7號龕：凈土變。
- 第三石第8號龕最大，高2.15米、寬2。6米。龕內造「西方凈土變像」人物116尊。正中西方三聖並坐蓮台上，坐高0.6米。九品眾生分三列，姿態各異。正壁上方兩角有文殊與普賢。下方有二金剛護法。左壁上刻凈瓶觀音與千佛。右壁上刻《報國院西方並犬悲龕記》，高1.2米、寬0.56米。楷書共19行。略云：『夫慈心廣大，弘願殊常，……斯無量壽尊也……所發四十八願……，……遂命良工鐫西方妙相……大蜀廣政二十六年，歲次癸亥五月十五日丙寅題。』

原後蜀廣政二十年刻《普慈縣永封里興王董龕報國院碑記》一通，連座高1.3米。